# Gelanor depressus
Gelanor depressus là một loài nhện trong họ Mimetidae.
Loài này thuộc chi Gelanor. Gelanor depressus được Arthur M. Chickering miêu tả năm 1956.